# Arbus (Pyrénées-Atlantiques)
Arbus (okzitanisch: Arbùs) ist eine französische Gemeinde des Départements Pyrénées-Atlantiques mit 1.235 Einwohnern (Stand: 1. Januar 2022) in der Region Nouvelle-Aquitaine (vor 2016: Aquitanien). Sie ist dem Kanton Lescar, Gave et Terres du Pont-Long (bis 2015: Kanton Lescar) und dem Arrondissement Pau zugeteilt. Die Einwohner werden Arbusiens genannt.

## Geografie

Blick auf Arbus

Arbus liegt etwa elf Kilometer westnordwestlich von Pau am Fuß der Pyrenäen in den Weinbaugebieten Béarn und Jurançon. Der Gave de Pau führt an der nordöstlichen Gemeindegrenze entlang. Umgeben wird Arbus von den Nachbargemeinden Denguin im Norden, Siros im Nordosten, Artiguelouve im Osten, Aubertin im Süden, Monein im Westen und Südwesten, Parbayse im Westen, Abos im Westen und Nordwesten sowie Tarsacq im Nordwesten.

## Bevölkerungsentwicklung
| Jahr                      | 1936 | 1946 | 1954 | 1962 | 1968 | 1975 | 1982 | 1990 | 1999 | 2006 | 2013 |
| ------------------------- | ---- | ---- | ---- | ---- | ---- | ---- | ---- | ---- | ---- | ---- | ---- |
| Einwohner                 | 507  | 445  | 415  | 469  | 470  | 537  | 663  | 965  | 1031 | 1076 | 1130 |
| Quelle: Cassini und INSEE |      |      |      |      |      |      |      |      |      |      |      |

## Sehenswürdigkeiten

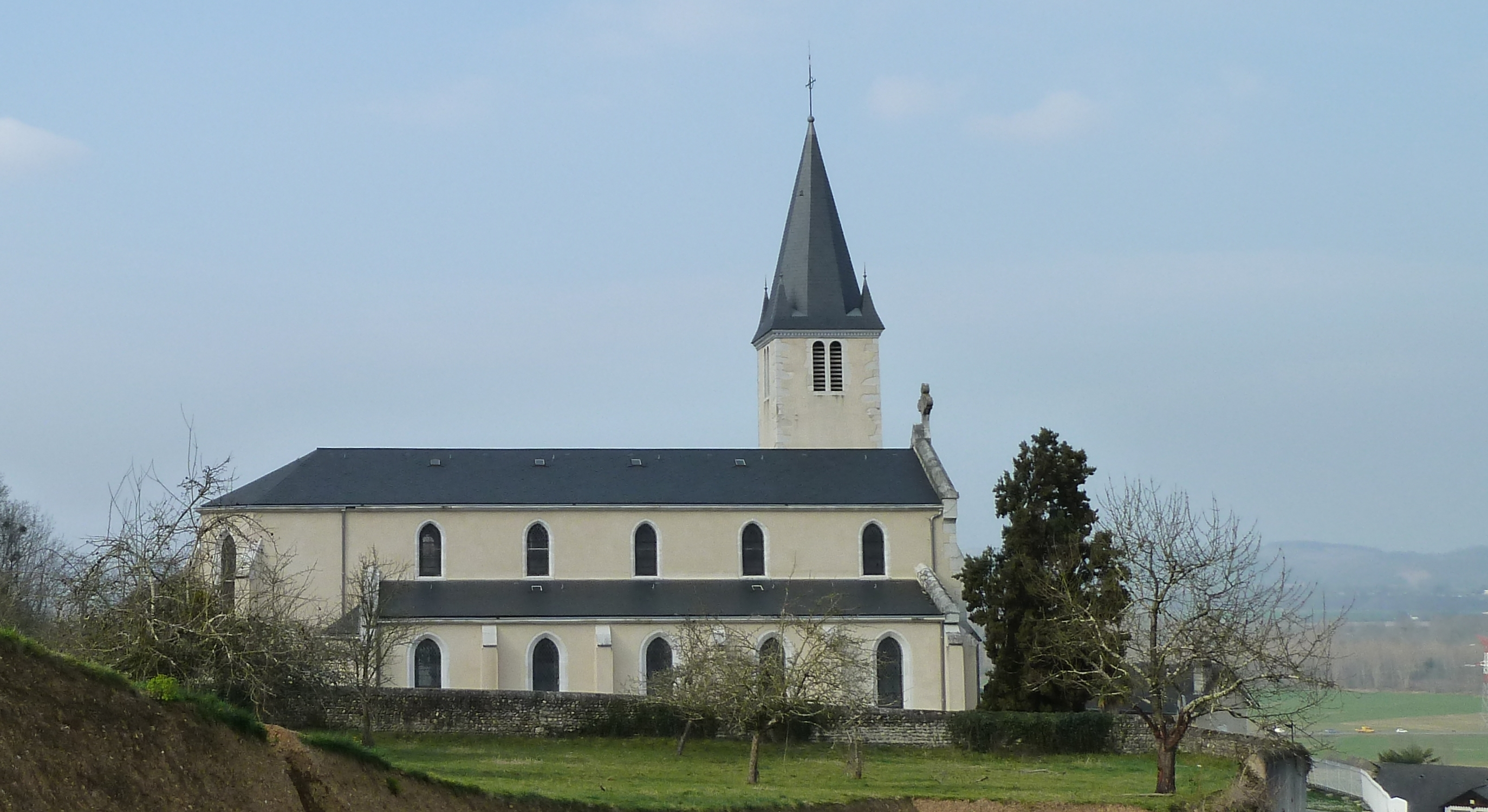
Kirche Saint-Mamer

- Kirche Saint-Mamer von 1868

## Weinbau
Der Ort gehört zum Weinbaugebiet Béarn.

## Persönlichkeiten
- Georges Lapassade (1924–2008), Philosoph und Soziologe